# Ян Матейко
Ян Алоїзій Мате́йко (пол. Jan Alojzy Matejko; 24 червня 1838, Краків — 1 листопада 1893, Краків) — польський художник чеського походження, майстер визначних живописних полотен на історико-патріотичні сюжети, часто батального жанру. Історіософ.

## Життєпис

### Початок життя

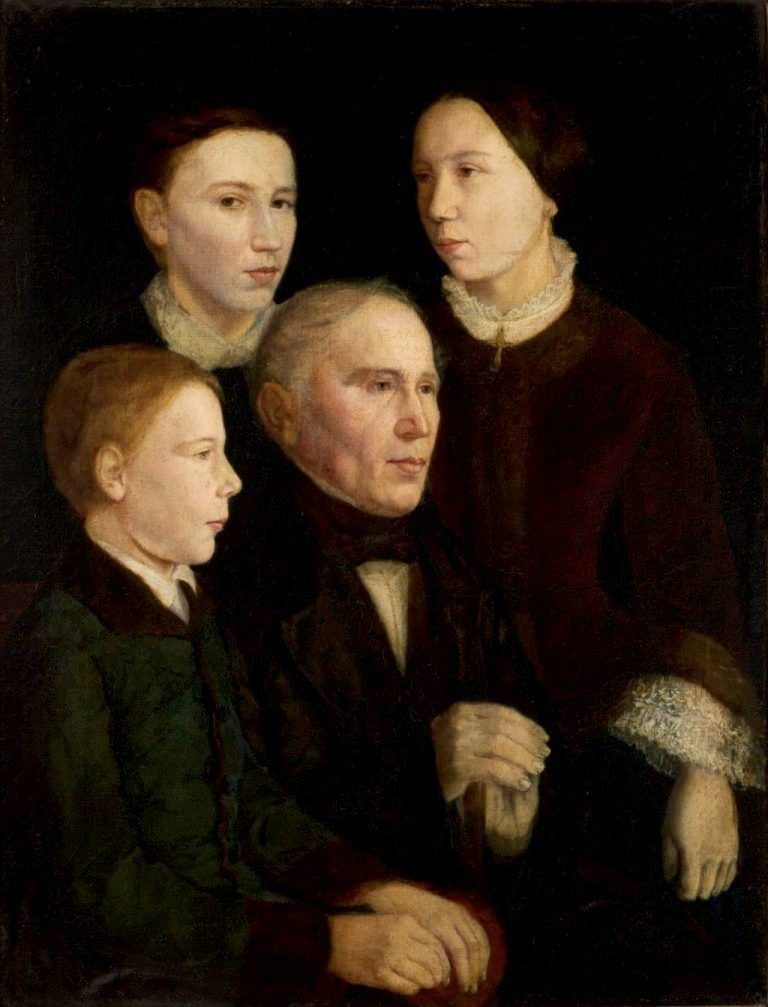
Франчішек Ксаверій та його діти. Картина Яна, 1853/54

Ян Матейко народився і виріс у Кракові. Батько, Францішек Ксаверій (пол. Franciszek Ksawery, етнічний чех із села Рудниці (Rudnice)), працював приватним вихователем та вчителем музики. Він оженився з Йоганною Кароліною Россберґ (пол. Joanna Karolina Rossberg), напівполькою-напівнімкенею.

Батько Яна не опанував місцеву мову, говорив польською з багатьма помилками. Батьків вінчали двічі: спочатку в костелі св. Хреста (наречений — католик), на другий день в євангелістів (належала наречена). Родина мешкала на останньому поверсі будинку на вулиці Флоріанській.
Мати померла рано (1846 р.); ріс у своєї тітки — Анни Замойської (Anna Zamojska), яка опікувалася дітьми. На виховання молодого Яна великий вплив також здійснив його старший брат Францішек.
Батько наполягав на музичній кар'єрі сина, за це не треба було платити. Мовчазний хлопець вдався до спротиву, батько віддав до Академії мистецтв. У Яна рано виявилися неабиякі художні здібності.
Ян Матейко був дев'ятою дитиною у сім'ї з одинадцяти (серед них було дев'ять хлопців та дві дівчинки). Смерть матері вплинула на особистість майбутнього живописця. Його дитинство було сповнене страхів і неприємностей, він не був надмірно обережним (мав зламаний ніс, що нікого не привертав уваги і він криво зростався). Батько не виявляв своїх почуттів до дітей, був суворим і позбавленим прийняття мистецької пристрасті сина. З 1847 року Ян Матейко відвідував школу Святої Варвари. Незабаром його перевели до гімназії святої Анни (нині час 1-ша ґімназія ім. Бартломія Новодворського в Кракові). Хоча Матейко та його побратими були наполовину чехами, вони відчували себе польськими патріотами, про що свідчить визвольна діяльність двох старших братів Яна, Едмунда та Зиґмунда, учасників Угорського повстання (1848—1849).
Відсутність сімейного тепла частково компенсувалася дружбою Матейки з родиною Ґебултовських. Пізніше він писав про Поліну Ґебултовську, що вона як друга мати для нього; він часто відвідував її дочку Йоану Серафінську у Вішніщі і ставився до Станіслава як до старшого брата.
У тринадцятирічному віці Ян Матейко був прийнятий до Краківської школи образотворчих мистецтв на вулиці Весола, директором якої на той час був Войцех Статтлер. Він виявляв велику амбітність і старанність у школі, хоча його освіта і там не проходила легко, на що, мабуть, вплинула особа Статтлера, фінансові труднощі та значні порушення зору. На молодого художника вплинули інші вчителі: Юзеф Кремер та Владислав Лущкевич, які надихнули його ескізувати краківські пам’ятники, збирати матеріали, вивчати деталі та картини, створюючи т. зв. Скарбницю. У 1858 році він отримав стипендію на навчання в Мюнхені. Наприкінці грудня 1858 р. вступив до Академії образотворчих мистецтв у Мюнхені. Тут він контактував з творами видатних колишніх та сучасних живописців. Він цінував творчість Пола Делароша та його учня Карла фон Пілоті, створюючи історичні твори. Матейко переконався, що саме цьому виду хоче присвятити себе (у 1853 році він намалював свою першу історичну картину «Цар Шуйський на Варшавському сеймі перед королем Сигизмундом III», знаходиться Національний музей у Вроцлаві). Схему Делароша, засновану на відборі драматичного моменту з історії та поданні його театрально-емоційним шляхом, була використана молодим Матейко в «Отруті королеви Бони», намальованій у Мюнхені та Кракові (1859). У 1860 році Матейко поїхав до Відня, звідки швидко повернувся. Тут він опублікував «Строї у Польщі» — видання, що містить гравюри  в історичних костюмах та строях, що стало свідченням про його історичні інтереси, які згодом багато разів він використовуватиме на своїх полотнах. Погане матеріальне становище художника покращилось після продажу «Строїв», «Отрути Бони» та «Кохановського над труною Уршулки». Незважаючи на ці успіхи, Матейко був надзвичайно пригнічений через його нестримну та нерозділену любов до Теодори Ґебултовської.
У 1862 році він намалював одну з найвидатніших своїх картин — «Станчик». Йому було всього 24 роки.
Два його брати, Едмунд і Казімеж, воювали в Січневому повстанні. Ян не брав участі в боях, бо не міг застосувати зброю і погано бачив. Він носив зброю та матеріально допомагав повстанцям.
Яну було 26 років, коли отримав велику популярність завдяки своїй роботі «Проповідь скарги». Частину доходу від виходу на виставки він давав сиротам. У 1864 році після продажу картини він міг дозволити собі одруження з Теодорою Ґебултовською. Разом у них було п’ятеро дітей: Тадеуш (1865—1911), Гелена (1867—1932), Беата (1869—1926), Єжи (1873—1927) та Реґіна (1878), яка померла немовлям. Дружина вважалася деспотичною та егоїстичною людиною. Її називали «Зіркою», «Леді», «Володаркою». Коли їй здавалось, що її становище музи під загрозою, вона організувала жахливі скандали, прикидалася непритомною або хворою. Майже всі жінки на картинах Матейко мають її обличчя. Вона була також намальована як королева Бона Сфорца в «Прусському омажі». Закінчила в психіатричній лікарні.

### Навчання
У 1852 році почав вивчати живопис в Краківській Академії мистецтв. Серед вчителів були Войцех Корнелі Заттлер (пол. Wojciech Korneli Sattler) та Владислав Люшкевич (пол. Władysław Łuszczkiewicz).
Значно більший вплив на юнака мав сам Краків, його Маріацький костел, різьблення Віта Ствоша (близько 1447—1533), книжки, живопис, якщо його пощастило десь бачити. Вивчення старожитностей та пам'яток культури стало справою його життя та фаху. Він невпинно малював; коли малюнків накопичилося декілька тисяч, назвав їх «мій скарбчик» (скарбчик — приміщення в маєтку, де шляхта зберігала коштовності та перли).
Тоді Матейко захворів на одне око, але це йому не завадило стати найталановитішим учнем Академії. Хвороба очей змусила користуватися окулярами майже все життя. В окулярах він на всіх автопортретах. Щоб не бідувати, постійно шукав додаткову роботу (допомагав фотографу, малював вивіски, оздоблював вітрини магазинів). Мав легендарну працездатність.

### Перебування у Мюнхені та Відні
Після закінчення краківської Академії в 1858 р. він два роки навчається в Мюнхені у Германа Аншютца (нім. Hermann Anschütz). Німецька мова погано давалася юнакові. В Мюнхені днював в залах Пінакотеки, де мав змогу спілкуватися з велетнями мистецтва — Рубенсом, Дюрером, Тінторетто, Ван Дейком, Альтдорфером. Після короткого перебування у Відні 1859—1860 років у Христіана Рубена (нім. Christian Ruben) повертається до Кракова.

### Перші портрети
Сестра майстра Дора одружилася з заможним промисловцем Серафінським. Ян постійно спілкувався з родиною Серафінських, на світ з'явиться галерея портретів батька, сестер, родини Серафінських, потім й Ґебултовських. Пізніше Теодора Ґебултовська стане дружиною Яна.

### Історичні полотна
Патріотизм — наскрізна тема життя й творчості Яна Матейка. Жага зробити щось корисне для Польщі, здається, ніколи не полишала Яна. Яке історичне полотно Матейка не візьмеш аналізувати, завжди буде Польща, її давня й славетна історія, велич, болісні помилки, що привели країну до національної катастрофи та втрати державності. Смутком відгукується блазень Станьчик на звістку про втрату державою ще одного міста («Станьчик на балу королеви Бони Сфорца»), історичний крок відчувають посли Великого князівства Литовського, Руського, Жематійського та королівства Польщі, підписавши міждержавну угоду про з'єднання («Люблінська унія»), вітає співвітчизників з перемогою Т.Костюшко («Костюшко під Рацлавицями»). Національно-визвольні повстання шляхти закінчувалися поразками, Я.Матейко раз у раз пише перемоги, аби підняти дух сучасників («Перемога в Ґрюнвальдській баталії», «Перемога Яна ІІІ Собеського над турками під Віднем», «Король Стефан Баторій приймає ключі під Псковом»). Навіть полотно «Вернигора» подає надію (українець Вернигора пророкує загибель та й відродження Польщі в майбутньому, а єдиний письменний записує страшне та й обнадійливе пророцтво).
Напруга й нервова схвильованість вщухають лише в портретах його дітей («Єжи верхи на коні», «Дочка Беата з пташкою»). Він не писав натюрмортів, та кожне його полотно — це пісня меблям, одягу, зброї, ювелірним речам, старим килимам, середньовічній архітектурі. Епічним оркестром бринять фарби в картині «Дзвін Сигизмунда», «Прийнятті Першої польської конституції третього травня 1791 року», «Заснуванні академії Любранського в Познані». Величі співвітчизника слугує й полотно «Розмова з богом. Микола Копернік».
На початку 70-х років XIX століття створює настінне зображення у Підгорецькому замку — «Хмельницький в Корсуні», у 1870 році — «Легенда про Вернигору», 1874 року написаний олійний портрет «Гетьман Остафій Дашкевич», 1875 року — ескізи до «Вернигори», 1877 року на сторінках часопису «Клоси» надрукований древоритний портрет Богдана Хмельницького його роботи.
Остаточний варіант картини «Вернигора» Ян Матейко закінчив у 1884 році (первинні назви «Лірник», «Пророцтво українського лірника»).

### Посмертна слава
У світі небагато країн, де зберігають оригінали Яна Матейка. Поляки-емігранти заснували в Сполучених Штатах Америки Фонд Костюшка, куди передали його твори. Ватикан, як духовний центр поляків, отримав дарунок від нації саме твором Яна Матейка. В скромному переліку країн (Хорватія, Угорщина, Італія) знайшлося місце й для України. Неповторний Львів зберігає дві картини славетного Яна Матейка.

### Перелік картин художника
- Король Карл Густав та єпископ Шимон Старовольський біля надгробку короля Локетка (1858, дипломний твір)
- Блазень Станьчик (на балу у королеви Бони), 1862
- Проповідь Скарги, 1864
- Рейтан — занепад Польщі, 1866
- Діти художника, 1870,
- Стефан Баторій під Псковом, 1872
- Копернік (Розмова з Богом), 1873
- Костюшко під Рацлавицями
- Грюнвальдська битва, 1878
- Син Єжи верхи, 1882
- Дочка Беата з пташкою, 1882
- Віт Ствош з онукою в Марьяцькому костелі
- Пруська присяга
- Перемога Яна ІІІ Собеського над турками під Віднем
- Портрет Станіслава Тарновського, 1890
- Дзвін Сигизмунда
- Прийняття Першої польської конституції третього травня 1791 року
- Люблінська унія
- Тугай-бей
- Вернигора (картина)

### Портрети, Будинок Яна Матейка, Краків
- Автопортрет (тондо, 1887, Будинок Яна Матейка, Краків)
- Портрет сестри Марії Матейко, 1859, Будинок Яна Матейка, Краків
- Портрет батька художника, 1877, Будинок Яна Матейка, Краків

## Нагороди
- Командорський хрест ордена Франца Йосифа
- Кавалер Ордена Почесного Легіону.
- Орден Пія IX
- Золота Медаль Мюнхенської академії мистецтв
- Золота Медаль папи Льва XIII

## Почесні звання
- Почесний громадянин Кракова
- Почесний громадянин Перемишля
- Почесний громадянин Львова
- У січні 1883 року йому присвоєно звання «Почесний громадянин Станиславова».
- Почесний громадянин Стрия
- Почесний громадянин Бережан

## Цікаві факти
- Картини Яна Матейка містять ряд історичних неточностей. Зокрема, на полотні «Стефан Баторій під Псковом» зображена здача міста, тоді як в реальності король так і не зумів захопити фортецю.[3]
- Актова зала головного корпусу Національного університету «Львівська політехніка» прикрашена 11 написаними олією картинами, які створені у 1880-х роках Яном Матейком у малих композиційних ескізах. У великих розмірах вони виконані майстрами краківської художньої школи під наглядом самого автора. За творчим задумом цей цикл картин «Тріумф прогресу», призначений спеціально для Львівської політехніки, мав розкрити в алегоричних образах (з використанням Біблійних писань та античної міфології) ідею розвитку людської думки, науки — як основи духовного i технічного поступу, як вияву природи людини та її діяльності, що може привести людину до щастя на землі або до прикрої недолі[4].

## Поховання

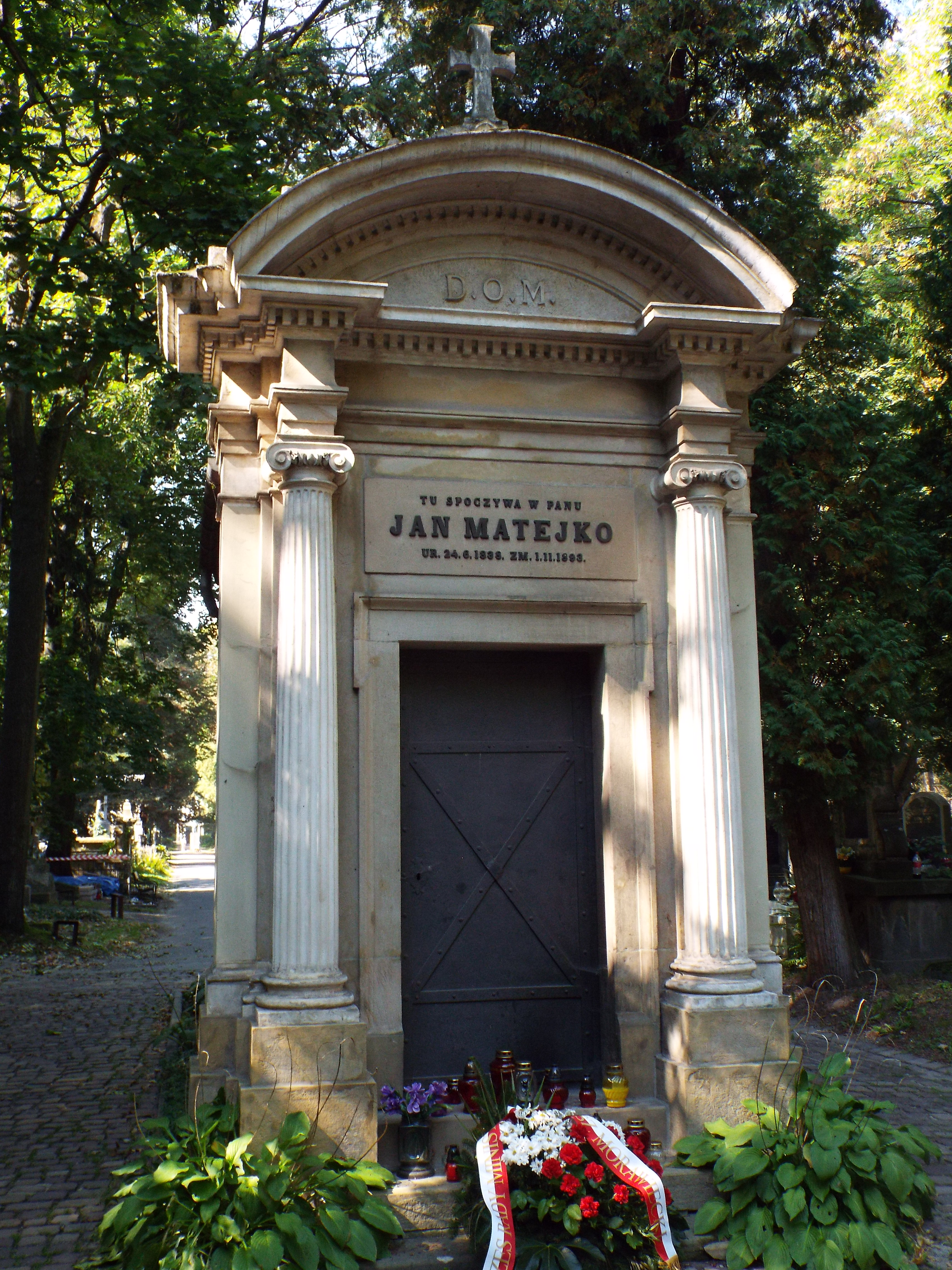
Поховання Яна Матейка на Раковицькому цвинтарі в Кракові. Фото 2021 р.

Ян Матейко похований на Раковицькому цвинтарі у Кракові. Координати поховання 50.074644°, 19.951765° .

## Вшанування пам'яті

### Польща
- Пам'ятники у Варшаві, Кракові
- Почесний громадянин Кракова, Станиславова.

### Україна
- Станція Матейкове у Вінницькій області.
- Вулиці Яна Матейка у містах Івано-Франківську, Львові (не змінювала назви з часів Польщі),[6] Старокостянтинові, Стрию.
- Почесний громадянин міст Стрия, Станиславова.